# Jiang Weiping
Pour les articles homonymes, voir Weiping.
Jiang Weiping (chinois: 姜维平) est un ancien journaliste chinois connu internationalement pour avoir été arrêté par le Parti communiste chinois. Durant sa carrière, il reçoit de nombreuses récompenses de la part de gouvernements locaux et provinciaux pour son journalisme et ses reportages. En 1999, il commence la publication d'articles sur la corruption dans le Parti communiste chinois dans le magazine hongkongais Frontline (chinois: 前哨, Qian shao). Il est en conséquence arrêté et condamné à 8 ans de prison. Il est finalement libéré le 3 janvier 2006 après une remise de peine.

## Les reportages de Jiang Weiping
- Le vice-maire de Shenyang, Ma Xiangdong, perd près de trente millions de yuan provenant de fonds publics dans les casinos de Macao.
- Dans le cadre de la prostitution en République populaire de Chine, le vice-maire de Daqing, Qian Dihua, est accusé d'avoir obtenu illégalement des fonds pour payer des voitures et des chevaux pour chacune de ses vingt-neuf maîtresses[1].
- La gouverneur de la province de Liaoning, Bo Xilai, est accusé d'avoir couvert des actes de corruption.

## Conséquences de ces reportages
- Ma Xiangdong est arrêté pour corruption, détournement de fonds publics et de jeu outre-mer (interdit en Chine), lors de la campagne anti-corruption du gouvernement chinois. Il est reconnu coupable et exécuté en décembre 2000
- Bo Xilai, malgré cela, deviendra plus tard ministre du Commerce de la République populaire, et en 2007 défend âprement les exportations de jouets chinois contenant du plomb vers les États-Unis.

## Procès et incarcération
Jiang est mis en détention le 4 janvier 2001 et reconnu coupable de divulgation de secrets d'État et d'incitation à la subversion du pouvoir central par la Haute-Cour populaire de Dalian le 21 janvier 2002. Il est condamné à huit ans de prison et à cinq ans de privation de ses droits civils. Jiang  fait immédiatement appel.
Le 26 décembre 2002, la Haute-Cour populaire de la province de Liaoning reçoit l'appel. Il est encore reconnu coupable mais sa sentence est réduite à six ans et la privation de ses droits civiques à trois ans.
Jiang passe six ans en prison avant d'être relâché à la cinquième année. La sentence avait été encore réduite pour expirer le 3 janvier 2007. Les journalistes du monde entier apportèrent tout leur soutien à Jiang et à ses principes journalistiques.